# Karl Siegfried Döhring
Karl Döhring (* 14. August 1879 in Köln; † 1. Juni 1941 in Darmstadt; vollständiger Name: Karl Siegfried Döhring) war ein deutscher Ingenieur, Architekt, Kunsthistoriker, Archäologe, Schriftsteller und Übersetzer, der 1906–1917 in Siam, heute Thailand, arbeitete, sich jedoch ab Mitte der 1920er Jahre vor allem aufs Romaneschreiben verlegte sowie zahlreiche englische Romane ins Deutsche übersetzte. Dabei benutzte er die Pseudonyme Ravi Ravendro (als Autor und Übersetzer), Hans Herdegen (als Autor und Übersetzer) und Dr. Hans Barbeck (als Übersetzer).

## Leben und Arbeit in Thailand

### Königliche Staatsbahn
Der in Köln geborene Karl Döhring studierte Architektur in Berlin. Während seines Studiums wurde er Mitglied des Corps Berolina Berlin. Fasziniert von der reichen Kunst und den Bauwerken Hinterindiens bewarb er sich nach Abschluss seines Studiums im Jahre 1905 um eine Position im Königlich Siamesischen Staatsdienst in Bangkok. Ab Juli 1906 arbeitete er dann in Siam – zuerst als Ingenieur bei der Königlichen Staatsbahn.
Zwischen 1906 und 1912 plante und beaufsichtigte er den Bau verschiedener Eisenbahngebäude in der Hauptstadt Bangkok, so den Sitz der Hauptverwaltung, Mannschaftsunterkünfte, Lagerhallen und eine Druckerei, sowie die Bahnhöfe in Bangkok Noi (Thonburi), Phitsanulok, Phichit, Phichai (einer Gemeinde im Amphoe Mueang Lampang), Uttaradit und Sawankhalok. Neben seiner Arbeit für die Königliche Eisenbahn entwarf er auch etliche Wohnhäuser und Gewerbegebäude, von denen aber noch keine konkreten Ausführungsbeispiele identifiziert werden konnten.

### Siamesisches Innenministerium
1909 übernahm Döhring eine Position als Architekt und Ingenieur beim siamesischen Innenministerium, wo er dank außergewöhnlicher Fähigkeiten eine ausgezeichnete Karriere machte. Er schloss Bekanntschaft mit hochgestellten Offizieren des Ministeriums und erregte auch die Aufmerksamkeit von Mitgliedern der Königlichen Familie, die für das Ministerium tätig waren – darunter Prinz Damrong Rajanubhab (1862–1943; ein Halbbruder des Königs Chulalongkorn und zu jener Zeit der erste Innenminister Thailands) und Prinz Dilok Nabarath, Fürst von Sarn (1884–1913; einer von rund drei Dutzend Söhnen Chulalongkorns). In den ersten beiden Jahren seiner Tätigkeit für das Innenministerium – also zwischen 1909 und 1911 – wurde er unter anderem beauftragt, vier bedeutende Privatbauten für Mitglieder des Königshauses zu entwerfen und deren Konstruktion zu überwachen: eine Villa für König Chulalongkorn in Phetchaburi, einen Palast für Prinz Damrong, einen Palast für Prinz Dilok und das Wohngebäude für Königin Sukhumala Marasri (1861–1927; die sechste Gemahlin Chulalongkorns), das nahe dem Palast von Prinz Paribatra Sukhumbandhu (1881–1944; gemeinsamer Sohn der Königin und des Königs, Feldmarschall und Fürst von Nakhon Sawan) in Bangkok errichtet wurde. Daneben war er verantwortlich für die Erstellung von Stadtplänen von Nakhon Pathom und Phetchaburi.
Der plötzliche Tod seiner ersten Frau im Jahre 1911 setzte Karl Döhring sehr zu, und auch die zunehmende Rivalität unter den Ausländern war nicht nach seinem Geschmack. So legte er seine Arbeit für ein Jahr nieder und reiste nach Deutschland, wo er an der Technischen Hochschule Dresden mit einer Arbeit zu den siamesischen Chedi promoviert wurde. Nach seiner Rückkehr nach Bangkok im Jahre 1913 wurde die Bandbreite seiner Tätigkeiten für das Innenministerium stark erweitert. Neben seinen Aufgaben als Architekt und Ingenieur wurde er ebenfalls damit beauftragt, archäologische Ausgrabungen und Begutachtungen in einigen der nördlichen Provinzen Siams zu unternehmen. Einige der Auftragsbauten, die er in diesem Jahr entwarf, wurden allerdings nicht verwirklicht, so die Hauptverwaltung und das Krankenhaus der Königlichen Marine. Die hohe Arbeitsbelastung führte zu einer schweren Erkrankung, und Döhrings Ärzte rieten ihm, nach Europa zurückzukehren.

## Architektonisches Wirken

### Geschichtlicher und kultureller Hintergrund
Als König Chulalongkorn (Rama V.) die Herrschaft über das damalige Siam antrat, war das Land von den großen europäischen Kolonialmächten bedroht. Der Monarch führte die von seinem Vater eingeleitete Reformpolitik nach europäischem Vorbild weiter; dies brachte nicht nur wissenschaftliche, technische und wirtschaftliche Fortschritte mit sich, sondern auch europäische Denkweise und Lebensart.
Ebenfalls zum Reformprogramm zählte die Modernisierung der Hauptstadt Bangkok. Um die westlichen Besucher und Staatsgäste zu beeindrucken, ließ der König die öffentlichen Gebäude wie auch seine Paläste in prachtvollen europäisch-historisierenden Stilen, durchsetzt mit asiatischen Einflüssen, errichten. Bedeutende Beispiele dafür finden sich im Großen Palast in Bangkok, etwa das Chakri Maha Prasat, im italienischen Renaissance-Stil erbaut, aber auf Wunsch von Chulalongkorn nachträglich mit siamesischen Staffeldächern und Mondops versehen. Die Architektur nach der Manier von Renaissance oder Barock sollte Siam die notwendige Anerkennung als zivilisiertes Land verschaffen. Aber nicht nur Chulalongkorn war vom europäischen Lebensstil fasziniert – in seinen Wohnräumen im Vimanmek Mansion im Bangkoker Bezirk Dusit kann man sich davon ein eindrucksvolles Bild machen –, auch seine Söhne, die ausschließlich in Europa erzogen worden waren, ließen ihre Paläste und Villen in europäischem Stil erbauen und nach der neuesten europäischen Mode einrichten. Später ahmten Adelige, hohe Würdenträger und wohlhabende Bürger, die sich am Lebensstil der Königlichen Familie orientierten, den König und die Prinzen nach.

### Individuelle Merkmale
Im Gegensatz zu den zeitgenössischen westlichen Architekten, die damals in Thailand (Siam) arbeiteten, waren Döhrings Entwürfe keine bloßen Kopien von europäischen Architekturstilen. Er versuchte vielmehr, westliche und thailändische Architektur funktionell zu verbinden und durch die Anpassung alter Formen an neue Bedürfnisse und Aufgaben zu einem eigenen, sehr persönlichen Ausdruck zu gelangen. Seine Gebäude sind äußerst individuell, denn sie wurden als „Maßarbeit“ ganz nach den Bedürfnissen und Vorstellungen seiner Auftraggeber entworfen und erbaut. Die Villa, die er für König Chulalongkorn in Phetchaburi baute, ist zum Beispiel ein großartiges, imponierendes Gebäude und erinnert von ferne an die Theaterbauten eines Oskar Kaufmann, die in jenen Jahren in Deutschland sehr populär waren. Der Palast für Prinz Damrong dagegen ist von einer geradezu schlichten Eleganz; derjenige für Prinz Dilok wiederum ökonomisch und geradlinig („maskulin“); und die Residenz für Königin Sukhumala Marasri – ganz auf ihre Bewohnerin zugeschnitten – anmutig und feminin.

## Bedeutende Bauten

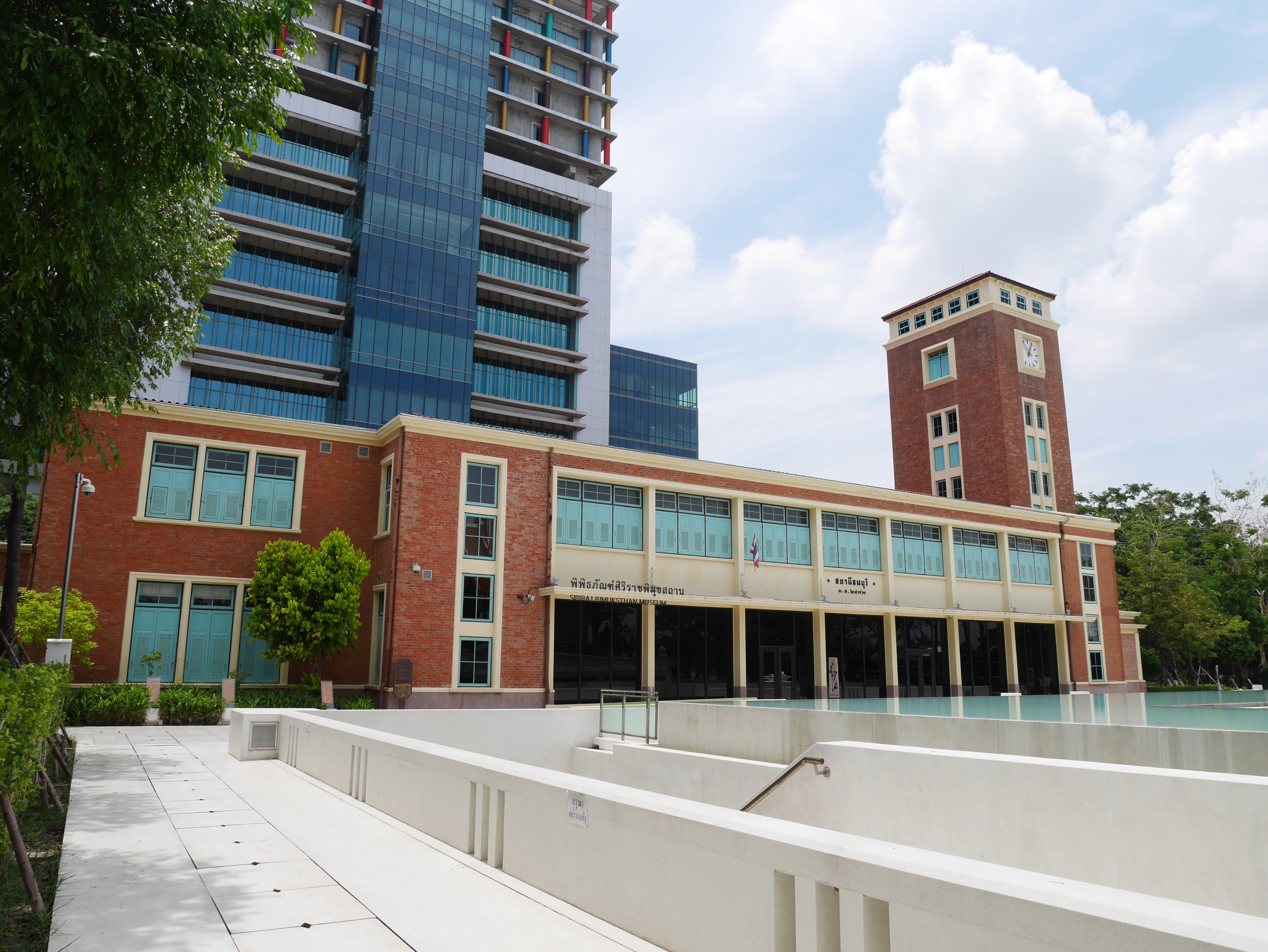
Bahnhof Thonburi in Bangkok Noi

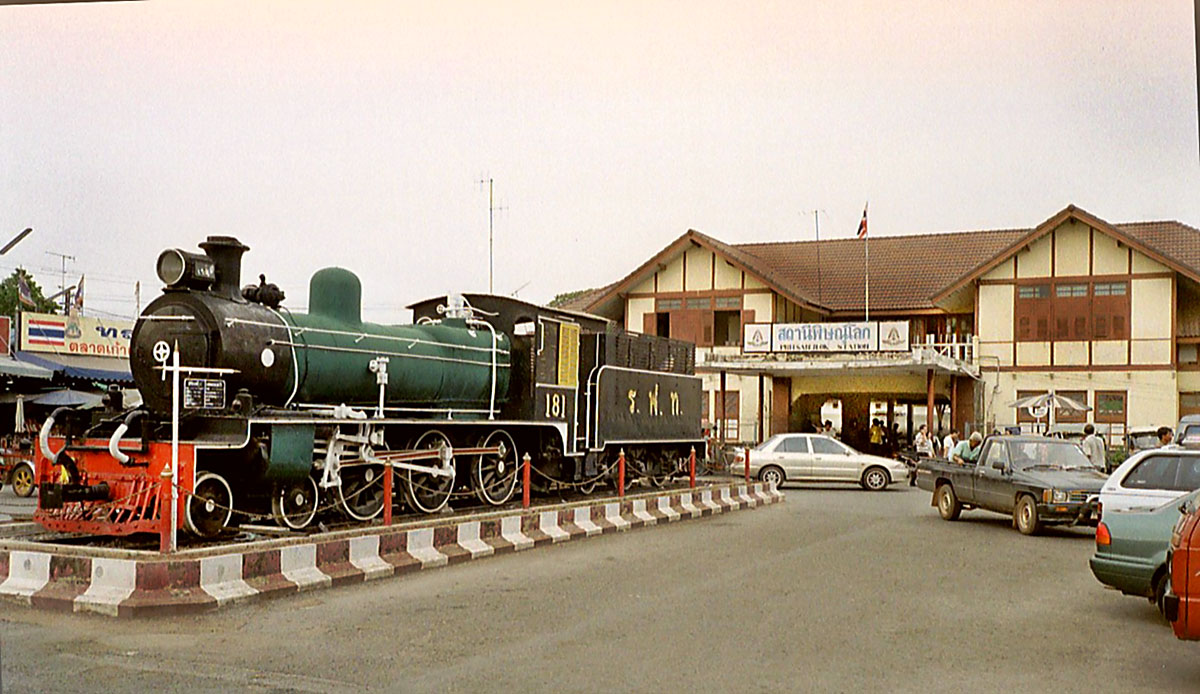
Bahnhof Phitsanulok

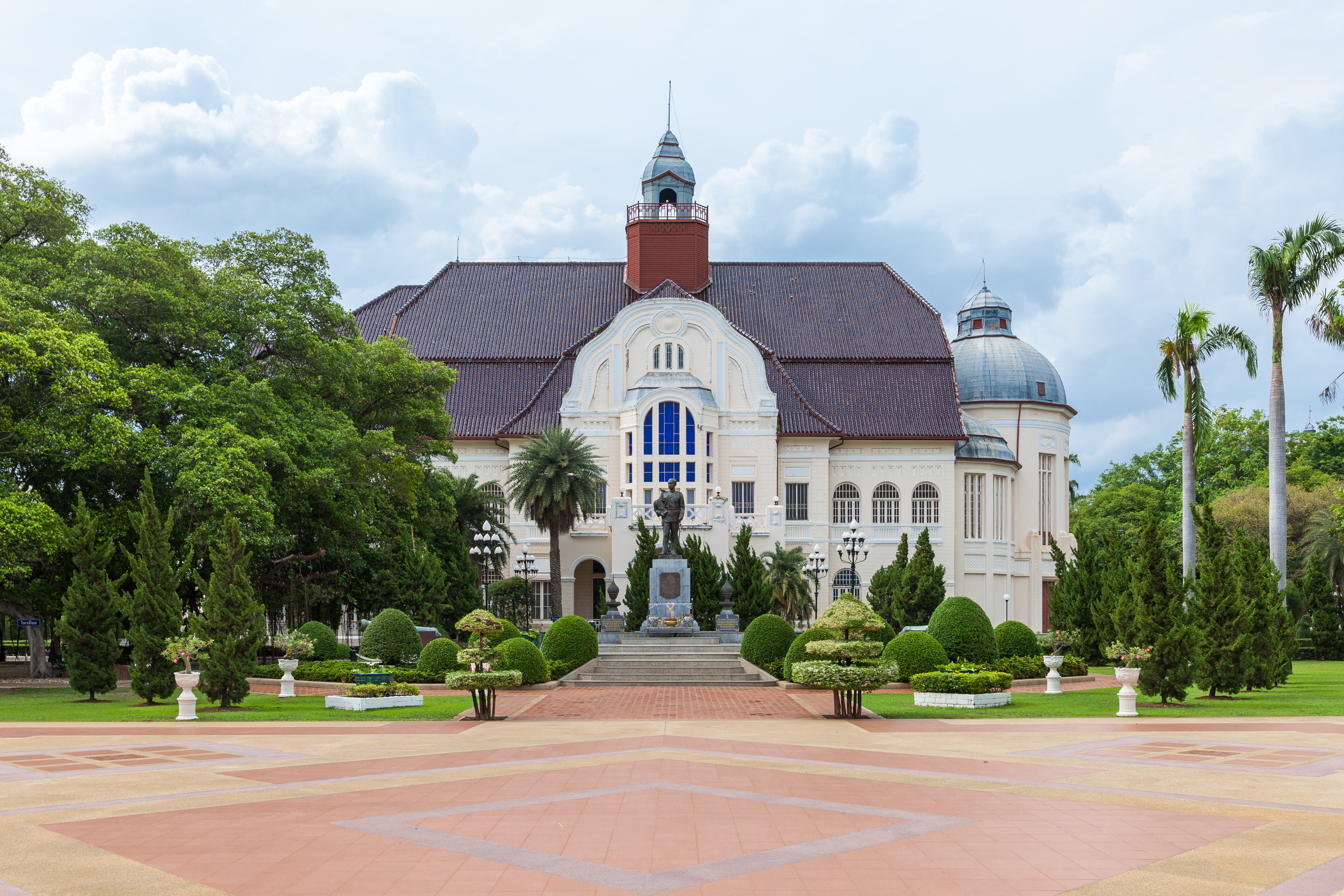
Palast Phra Ram Ratchaniwet in Phetchaburi

### Bahnhof Thonburi
Der Bahnhof Thonburi („Thon Buri Railway Station“, um 1900) liegt direkt neben dem Siriraj-Krankenhaus in Bangkok Noi; hier verkehrten die Züge in Richtung Westen, hauptsächlich in die Provinz Kanchanaburi, aber auch bis nach Südthailand. Das Gebäude wurde um 1900 im Stil des Backsteinexpressionismus erbaut. Im Zweiten Weltkrieg von den Japanern als Nachschub-Basis benutzt, konnte das Gebäude seiner Zerstörung nicht entgehen. Nach dem Krieg wurde es aber wieder aufgebaut. Im Jahre 2003 wurde der eigentliche Bahnhof etwa 1 km nach Westen verlegt. Das alte Gebäude wurde erhalten und in den Erweiterungsbau des Siriraj-Krankenhauses integriert, mit dessen Errichtung im Winter 2007/08 begonnen wurde.

### Bahnhof Phitsanulok
Das auffällige Bahnhofsgebäude in Phitsanulok (zwischen 1906 und 1912) ist an mittel- und süddeutsche Fachwerkbauten angelehnt.

### Villa für König Chulalongkorn in Phetchaburi
Die Palastvilla für König Chulalongkorn (Rama V.) in Phetchaburi wurde zwischen 1910 und 1916 im Südosten des Stadtgebiets erbaut. Das Gebäude, das heute innerhalb einer militärischen Anlage liegt, trägt den Namen „Phra Ram Ratchaniwet Palace“ (in Thai: พระราม ราชนิเวศน์) und wird im Volksgebrauch einfach „Ban Puen Palace“ (วังบ้านปืน) genannt, gelegentlich auch als „Phra Ratchawang Ban Peun“ bezeichnet. Der Bau wurde von Chulalongkorn um 1910 in Auftrag gegeben und um 1916 fertiggestellt. Das Art-déco-Gebäude erinnert von ferne an die Theaterbauten eines Oskar Kaufmann, die in jenen Jahren in Deutschland sehr populär waren. Ein grün gekacheltes, schneckenartig gebautes Treppenhaus, von Säulen getragen und von einer teilweise verglasten Kuppel überspannt, ist der Blickfang des Gebäudes; das Esszimmer im Obergeschoss ist dagegen mit gelben Kacheln ausgekleidet. Im Gebäude befindet sich heute eine kleine Ausstellung, in welcher auch Döhrings originale Baupläne zu sehen sind.

### Palast für Prinz Damrong Rajanubhab in Bangkok
Der Varadis-Palast wurde 1911 erbaut und im Jahre 1996 – anlässlich des 53. Todestags des Prinzen – renoviert und in ein Museum mit angegliederter Bibliothek umgewandelt („Prince Damrong Rachanupab Museum and Library“). Das ungewöhnliche Gebäude mit chinesisch inspirierter Innenausstattung, das unweit der belebten Lan Luang Road zu finden ist, war die Residenz des Prinzen Damrong Rajanubhab, der eine bedeutende Rolle in der Entwicklung des modernen Thailand spielte. Prinz Damrong (1862–1943) war ein Sohn von König Mongkut (Rama IV.) und damit ein jüngerer Halbbruder von König Chulalongkorn (Rama V.). Er wirkte als stellvertretender Kommandeur der Armee, Erziehungsminister und zu Döhrings Zeit als erster Innenminister Thailands, schrieb zahlreiche Bücher zur Geschichte, Literatur, Folklore und Kultur Thailands und sammelte einschlägige Literatur und Kunstgegenstände. In diesem Palast wurde Prinz Damrong während des Staatsstreichs vom 24. Juni 1932 in Arrest genommen, und hier verstarb er auch am 1. Dezember 1943. Ein weiteres Gebäude auf dem parkähnlichen Gelände ist die „Prince Damrong Library“ mit ihrer Sammlung von rund 7.000 Büchern in englischer und thailändischer Sprache.

### Palast für Prinz Dilok in Bangkok
Dieser im Bezirk Dusit gelegene, für Prinz Dilok Nabarath entworfene Palast wurde zwischen 1909 und 1911 erbaut.

### Residenz für Königin Sukhumala Marasri in Bangkok
Die sogenannte Somdej-Residenz für Königin Sukhumala Marasri wurde zwischen 1909 und 1911 errichtet und vermutlich erst um 1913 fertiggestellt. Die Residenz ist ein Ergänzungs- oder Nebengebäude des „Bang Khun Prom Palace“, der ehemaligen Residenz des Prinzen Paribatra Sukhumbandh (1881–1944; 33. Sohn von König Chulalongkorn), die direkt am östlichen Ufer des Mae Nam Chao Phraya oder Chao-Phraya-Flusses gelegen ist, nördlich der Zufahrt zur modernen Rama-VIII.-Brücke. Das Hauptgebäude der kleinen Palastanlage, zwischen 1901 und 1906 erbaut, ist ein Werk des italienischen Architekten Mario Tamagno. Karl Döhrings Somdej-Residenz wurde um 1913 fertiggestellt. Sie war als Wohngebäude für die Mutter des Prinzen, Königin Sukhumala Marasri (1861–1927; die sechste Gemahlin Chulalongkorns) bestimmt. Seit 1945 sind die Gebäude im Besitz der Bank von Thailand. Erst beherbergten sie den Firmensitz der Bank. Ab 1992 wurde das Ensemble renoviert und in ein Museum zur Geschichte der thailändischen Währung, der „Bank of Thailand“, des „Bang Khun Phrom Palace“ sowie zu Leben und Werk des Prinzen Paribatra umgewandelt. König Bhumibol Adulyadej eröffnete das „Bank of Thailand Museum“ am 9. Januar 1993.

## Zweite Karriere als Autor und Übersetzer

### Rückkehr nach Deutschland

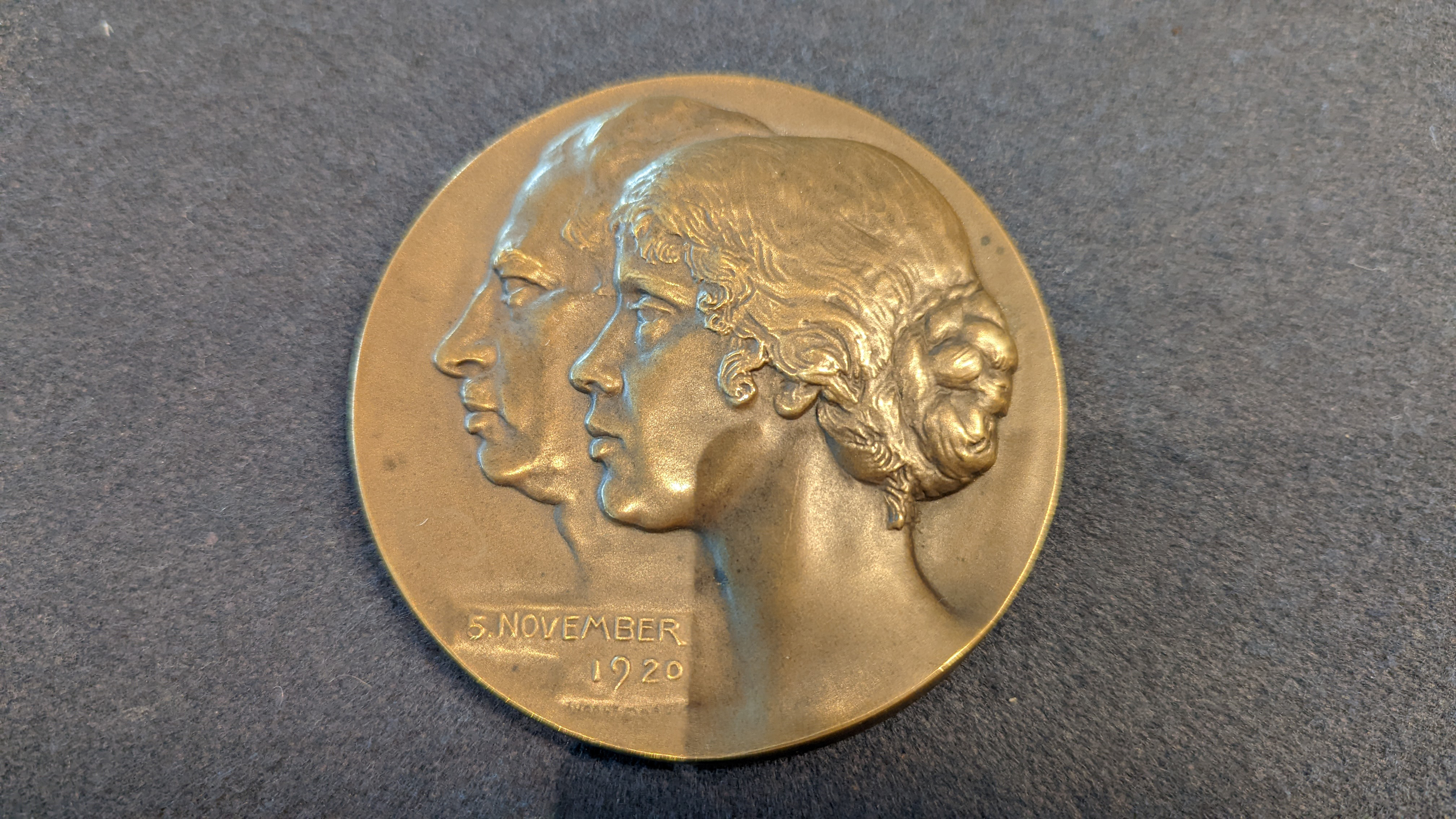
Bronzemedaille des Berliner Bildhauers Rudolf Marcuse zur Erinnerung an die Hochzeit von Karl Döhring und Hedwig Maria Wagner.

Nachdem seine Gesundheit in Deutschland wiederhergestellt worden war, wollte Döhring nach Siam zurückkehren, aber der Erste Weltkrieg (1914–1918) machte dieses Vorhaben unmöglich. Nach Ende des Krieges entschloss er sich dann, seine Laufbahn als Architekt zu beenden; er beschäftigte sich fortan als Kunsthistoriker und Archäologe, als Produktdesigner und Übersetzer englischer und amerikanischer Literatur. Wegen seiner hervorragenden Sachkenntnis über Siam wurden seine Schriften zur Siamesischen Kunst, Architektur und Kultur von der westlichen Leserschaft mit großem Interesse aufgenommen. Haupteinnahmequelle wurden allerdings die Auftragsübersetzungen, die Döhring vor allem für die Krimi- und Romanreihen des Goldmann-Verlages in großer Zahl anfertigte.
Am 5. November 1920 heiratete Karl Döhring in zweiter Ehe Hedwig Maria Wagner (* 1898 Nürnberg). Von dieser Hochzeit existiert eine Bronzegussmedaille des Berliner Bildhauers Rudolf Marcuse. Döhring führte das Leben eines wohlhabenden Privatgelehrten; bis zu seinem Tod bewohnte die Familie das Schloss Seeheim an der Bergstraße. Hedwig Döhring unterstützte ihren Mann als Übersetzerin, gemeinsam übersetzten sie zum Beispiel das 1925 in München bei Georg Müller erschienene Werk Rama-Legenden und Rama-Reliefs in Indonesien von Willem Frederik Stutterheim.
Vor allem Krimi-Übersetzungen wurden im Schloss Seeheim förmlich wie am Fließband produziert. Döhrings Pseudonym Ravi Ravendro („Rawi“ ist in Thailand ein Synonym für „Phra Athit“ = „Sonne“ in der Mönchs- und Hofsprache) erschien zum Beispiel als Übersetzer nahezu sämtlicher Goldmann-Ausgaben der Edgar Wallace Krimis; für Unter Buschniggern. Geschichten aus dem afrikanischen Urwald schrieb er auch eine Einleitung. Außerdem übersetzte er Gwen Bristow, George Rippey Stewart, Headon Hill, Karl Vivian, Ellery Queen, Courtney Ryley Cooper, Martha Ostenso, Joseph Smith Fletcher, Austin J. Small („Seamark“), James Morgan Walsh, Paul Iselin Wellman, Ethel Lina White und selbst die Spionageenthüllungen eines Engländers eines geheimnisvollen Autors mit dem Pseudonym Vigilant.

### Vier Siam-Romane nach tatsächlichen Ereignissen
Bemerkenswert sind die vier Siam-Romane Karl Döhrings, die alle auf tatsächlichen Ereignissen beruhen. Dennoch blieben sie bis zu einem Vortrag über den (unter dem Pseudonym Ravi Ravendro erschienenen) Roman Im Schatten Buddhas am 15. Juni 2012 an der Berliner Humboldt-Universität von der Wissenschaft unbeachtet. Besonders interessant ist die seltene, 1940 erschienene zweite Ausgabe dieses Romans, die auf der genannten Konferenz von Hans Michael Hensel vorgestellt wurde, und die etwa ein Drittel mehr Umfang hat als die offenbar vom Verlag bearbeitete 1927er Ausgabe. Das Erscheinen des erweiterten Texts, das er noch kurz vor seinem Tod initiierte, scheint eine Herzensangelegenheit Döhrings gewesen zu sein.
Zwar musste, schreibt Hensel, „zeitbedingt Döhrings antikolonialistisches Vorwort, in dem von Achtung gegenüber anderen Völkern und Rassen die Rede war, weggelassen werden“. Im eigentlichen Text seien entsprechende Änderungen dagegen nicht zu finden. Im Gegenteil habe Döhring sogar die Bemerkungen der Hauptfigur Prinz Chatri im Deutschen Klub zu Bangkok über die Gleichwertigkeit der Rassen – auf den Seiten 148 (1927) bzw. 150 (1940) – stehengelassen. An anderer Stelle seien Passagen, die die asiatische Kultur sehr positiv schildern und die europäische in Frage stellen, sogar ausgeweitet worden. So sei 1927 auf Seite 269 nur zu lesen gewesen, dass Prinz Chatri inzwischen „kein böses Gewissen“ wegen seiner zwölf Frauen mehr habe. Auf Seite 271 der Ausgabe von 1940 lautet die Stelle:

„Ein böses Gewissen habe ich in dieser Beziehung nicht mehr. Das ist mir in Europa künstlich anerzogen worden. Dort ist jede Erotik öffentlich verpönt, aber im geheimen sieht es ganz anders aus. Ich bin froh, daß ich diese heuchlerische Moral jetzt wieder abgestreift habe. Die Erotik an sich ist weder gut noch böse. Sie ist einfach vorhanden und natürlich.“

Döhring starb im Alter von 61 Jahren in einem Darmstädter Krankenhaus. Hedwig Döhring soll 1942 nach Wuppertal-Elberfeld gezogen sein.

## Veröffentlichungen (Auswahl)
- Karl Döhring: Der Prachedibau in Siam. In: Zeitschrift für Ethnologie, Jahrgang 1912, S. 693–806.
- Karl Döhring: Der Bôt (Haupttempel) in den siamesischen Tempelanlagen. – Internet Archive. Berlin 1914 (Dissertation).
- Karl Döhring: Buddhistische Tempelanlagen in Siam. Bangkok und Berlin 1920, 3 Bände. Erweiterter Nachdruck unter dem Titel Buddhistische Tempelanlagen in Thailand bei White Lotus, Bangkok 2014, ISBN 978-3-7357-3903-2.
- Karl Döhring: Der Indische Kulturkreis in Einzeldarstellungen: Siam. Darmstadt 1923 (es sind nur die ersten beiden von drei angekündigten Bänden erschienen).
- Karl Döhring: Siam. Land und Volk. Folkwang-Verlag, Darmstadt 1923. Nachdruck bei White Lotus, Bangkok 1999.
- Karl Döhring: Indische Kunst. Eine Einführung und Übersicht. Berlin 1925.
- Karl Döhring: Seinen Leib brennen lassen. [Bericht der Mrs. A. H. Leonowens über den Tod des damaligen Oberpriesters von Siam.] Oskar Schloß, München-Neubiberg 1926.
- Karl Döhring: Die Thot Kathin-Feier in Siam. Heinz Lafaire, Hannover 1927.
- Ravi Ravendro: Tanzende Flamme Dok Mali. [Roman nach wirklichen Geschehnissen.] Leipzig 1927.
- Ravi Ravendro: Im Schatten Buddhas. Roman eines siamesischen Prinzen. [Roman nach einer wahren Begebenheit.] Berlin 1927.
- Ravi Ravendro: Der Tag der Nang Dara. [Roman mit Einzelheiten nach dem Buch Siamese Harem's Life von Anna Leonowens.] Leipzig 1929.
- Hans Herdegen: 34. Bruton Street. Kriminalroman. Berlin o. J. [ca. 1936].
- Karl Döhring: Flucht aus Buddhas Gesetz. Die Liebe der Prinzessin Amarin. Roman. Berlin 1937.
- Ravi Ravendro: Schatten im Schloß. Roman. Berlin 1937.

## Belege und weiterführende Informationen